# Malacuera

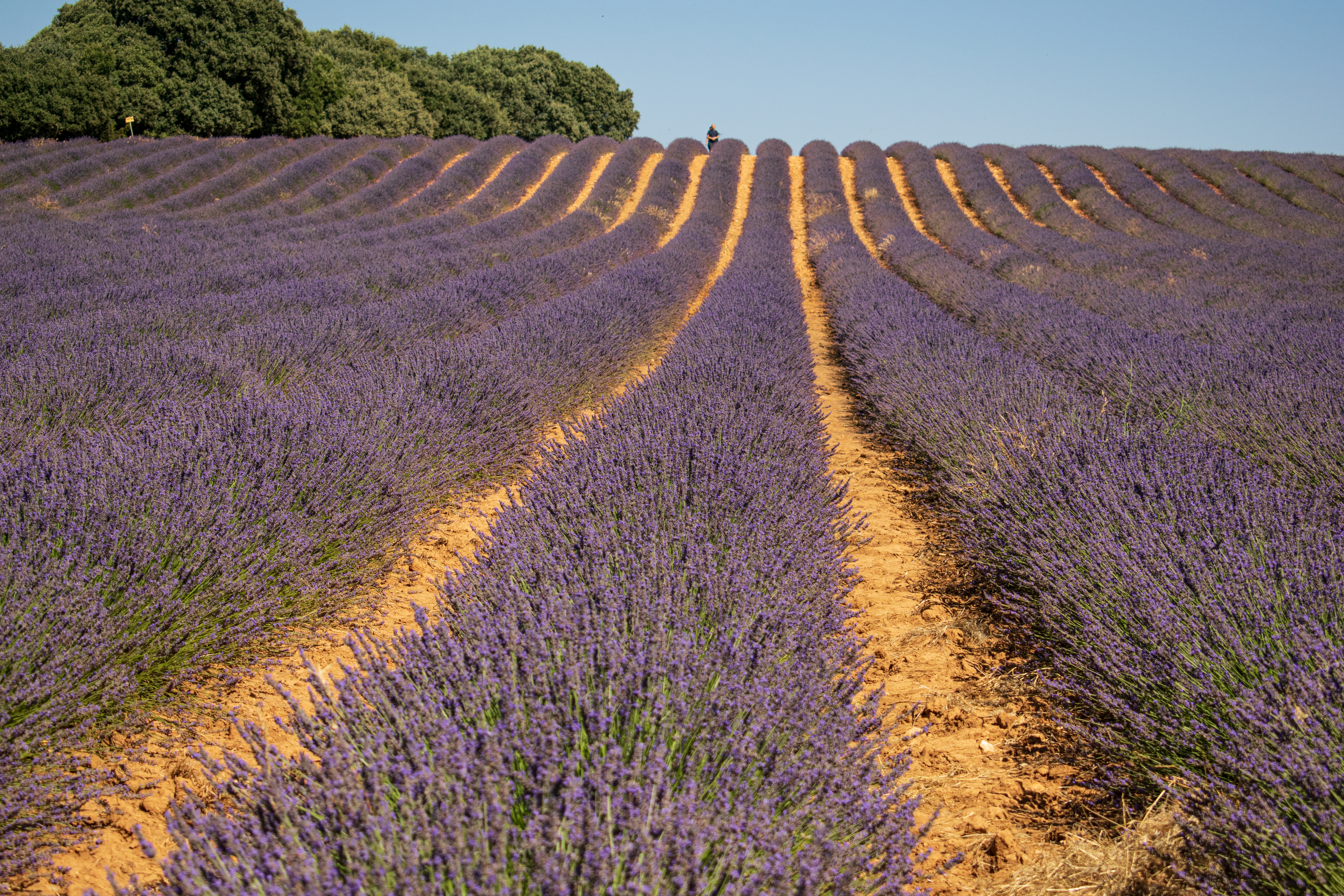
Campos de lavanda en Malacuera

Malacuera es una localidad española, EATIM perteneciente al municipio de Brihuega, en la provincia de Guadalajara, comunidad autónoma de Castilla-La Mancha. Tiene una población de 30 habitantes (INE 2021).

## Historia
A mediados del siglo XIX, el lugar tenía 60 casas. La localidad aparece descrita en el undécimo volumen del Diccionario geográfico-estadístico-histórico de España y sus posesiones de Ultramar de Pascual Madoz de la siguiente manera:

MALACUERA: barrio de la v. de Brihuega en la prov. de Guadalajara; tiene 60 casas y una igl. (V. Brihuega).
(Madoz, 1848, p. 32)

## Fiestas
- Fiestas patronales en honor a Ntra. Sra. de las Mercedes. Fin de semana más cercano al 24 de septiembre.